# Михайлович, Неманья
Неманья Михайлович (серб. Nemanja Mihajlović / Немања Михајловић, родился 19 января 1996, Белград, Югославия) — сербский футболист, вингер.

## Клубная карьера
Первый профессиональный контракт футболист подписал 3 апреля 2013 года с московским клубом «Рад». Михайлович дебютировал в «Рад» в игре, где соперниками выступила команда «Доньи Срем» (2:0). Зимой 2014 года футболист был мишенью французского клуба «Сент-Этьена».
Летом 2015 года Неманья должен был перейти в сербский «Партизан», но клуб «Рад» выступил против перевода. Путаницу вокруг перехода Михайловича из «Рада» разрешил глава тренерского штаба «Партизана» Зоран Милинкович: «Неманья будет играть в „Телеоптике“ до января. „Рад“ не хотел продавать игрока „Партизану“, поэтому была такая договоренность — он будет работать с нами всю осень, будет в тренировочном процессе, но будет играть за „Телеоптик“. Михайлович перейдет в „Партизан“ в январе». 31 августа 2015 года футболист переходит в «Телеоптик» за 200 тыс. евро.
В январе 2016 года Михайлович переехал в «Партизан». 21 февраля 2016 года дебютировал в «Партизане» против «ОФК Белград» (1:2). Первый гол за Партизан забил против «Раднички» (2:0).
После играл в «Борац» где играл в Лиге Конференций. И в 2024 году перешел в на повышение в «Жальгирис»

## Достижения
Партизан
- Обладатель Кубка Сербии: 2016, 2017
- Чемпион Суперлиги Сербии: 2016/2017